# Puma (Verenigd Koninkrijk)
Puma is een merk van motorfietsen voor dragraces.
Engels bedrijfje dat zich oorspronkelijk bezighield met het tunen van viertaktmotoren voor zijspancrossers. Dit waren meestal Triumph-blokken die vanwege hun matige betrouwbaarheid sterk gewijzigd werden met eigen carters, cilinders etc.
Nadat de tweetakten sterk opkwamen in de zijspancross legde Puma zich meer en meer toe op de bouw van dragrace-blokken. Aanvankelijk gebruikte men ook hiervoor Triumph-motoren, later ook blokken van andere, meest Japanse, fabrikanten.
- Voor andere merken met de naam Puma, zie Puma (Argentinië) en Puma (Italië).